# 伊原弘
伊原 弘（いはら ひろし、1944年7月4日 - ）は、日本の歴史学者。中国史の都市専門分野の東洋史学者、城西国際大学客員教授。

## 略歴
昭和19年に日本統治下の朝鮮の大邱で生まれた。島根県松江市出身。1968年（昭和43年）中央大学文学部史学科卒業、1975年（昭和50年）中央大学の大学院文学研究科博士課程単位取得退学。城西国際大学の国際人文学部講師や教授を経て、2015年に客員教授となる。日本大学通信教育部など唐宋変革の講義を行い、複数の大学の東洋史の講師として教鞭に立った。中国都市史、中国社会史を中心に研究。

## 著書
- 『中国中世都市紀行 宋代の都市と都市生活』中公新書 1988年
- 『中国開封の生活と歳時 描かれた宋代の都市生活』山川出版社 1991年
- 『蘇州 水生都市の過去と現在』講談社現代新書 1993年
- 『中国人の都市と空間』原書房 1993年
- 『「水滸伝」を読む 梁山泊の好漢たち』講談社現代新書 1994年
- 『宋代中国を旅する』NTT出版 気球の本 1995年
- 『図説・中国文化百華 7　王朝の都 豊饒の街 中国都市のパノラマ』農山漁村文化協会 2006年
- 『中国都市の形象 宋代都市の景観をよむ』勉誠出版 2009年
- 『宋代中国都市の形態と構造』勉誠出版 2020年

### 共編著
- 『世界の歴史 第7巻　宋と中央ユーラシア』梅村坦共著 中央公論社 1997年、中公文庫 2008年
- 『知識人の諸相 中国宋代を基点として』小島毅共編 勉誠出版 2001年
- 『「清明上河図」をよむ』編 勉誠出版 2003年
- 『宋銭の世界』編 勉誠出版 2009年
- 『「清明上河図」と徽宗の時代 そして輝きの残照』編 勉誠出版 2012年
- 『中国宋代の地域像 比較史からみた専制国家と地域』市來津由彦・須江隆共編 岩田書院 2013年

### 翻訳
- エドワード・H.シェーファー『サマルカンドの金の桃 唐代の異国文物の研究』日本語版監修、吉田真弓訳 勉誠出版 (アシアーナ叢書) 2007年